# Pavel Vavilov
Pavel Valer'evič Vavilov (in russo Павел Валерьевич Вавилов?; Tjumen', 20 agosto 1972) è un ex biatleta russo.

## Biografia
In Coppa del Mondo ottenne il primo risultato di rilievo l'8 dicembre 1994 a Bad Gastein (45°) e l'unico podio l'11 gennaio 1998 a Ruhpolding (3°).
In carriera prese parte a un'edizione dei Giochi olimpici invernali, Nagano 1998 (53° nell'individuale), e a due dei Campionati mondiali (28° nell'inseguimento a Kontiolahti/Oslo 1999 il miglior risultato).

## Palmarès

### Coppa del Mondo
- Miglior piazzamento in classifica generale: 36º nel 1999
- 1 podio (a squadre[1]):
  - 1 terzo posto